# Harlan Lane
Harlan Lane (ur. 19 sierpnia 1936, zm. 13 lipca 2019) – profesor psychologii i językoznawstwa na Northeastern University w Bostonie w stanie Massachusetts, w Stanach Zjednoczonych. Zajmował się badaniami nad kulturą Głuchych i językiem migowym. W roku 1991 profesor Lane otrzymał Nagrodę Fundacji MacArtur za Wybitną Działalność, przyznaną przez Krajowy Związek Głuchych. Jest kontrowersyjnym rzecznikiem społeczności głuchych.

## Publikacje
- Maska dobroczynności-deprecjacja społeczności głuchych (The Mask Of Benevolence: Disabling the Deaf Community)
- Gdy umysł słyszy (When the Mind Hears)
- Dziki chłopiec z Aveyronu (The Wild Boy of Aveyron)
- Dziki chłopiec z Burundi (The Wild Boy of Burundi) - współautor z Richardem Pillardem
- Z doświadczeń głuchych (The Deaf Experience) - redaktor
- Nowe perspektywy Amerykańskiego Języka  Migowego (Recent Perspectives on American Sign Language) - współredaktor (razem z François Grosjeansem)